# Harold Prince
Harold „Hal” Prince, właśc. Harold Smith Prince (ur. 30 stycznia 1928 w Nowym Jorku, zm. 31 lipca 2019 w Reykjavíku) – amerykański producent teatralny i reżyser odznaczony Narodowym Medalem Sztuk.
Studiował na Uniwersytecie Pensylwanii. Karierę zaczynał jako współpracownik George’a Abbotta. Współproducent musicalu The Pajama Game (1955). Jako samodzielny reżyser debiutował w 1962 A Family Affair. W 1966 wyprodukował i wyreżyserował musical Cabaret, który zdobył dwie Nagrody Tony.
W 1970 rozpoczął regularną współpracę ze Stephenem Sondheimem, z którym wcześniej pracował przy West Side Story. Wśród wspólnych produkcji Prince’a i Sondheima znajdują się Company (1970), Follies (1971), A Little Night Music (1973), Pacific Overtures (1976) i Sweeney Todd (1979). Po porażce Merrily We Roll Along w 1981, nie pracowali ze sobą aż do 2003, kiedy to powstał musical Bounce, który również okazał się klapą.